# Pachyptila crassirostris
O faigão-de-bico-grosso (nome científico: Pachyptila crassirostris) é uma espécie de ave marinha pertencente à família dos procelaríideos, que inclui os petréis, pardelas e afins.
Pode ser encontrada nos seguintes países: Antártida, Austrália, Ilha Heard e Ilhas McDonald e Nova Zelândia.